# Семлёво (посёлок при станции)
Семлёво — посёлок при станции (официально — станция) в Вяземском районе Смоленской области России. Входит в состав Семлёвского сельского поселения.
Население — 885 жителей (2007 год).

## География
Расположено в восточной части области.

## История
В 2004—2017 годах — административный центр Российского сельского поселения. 5 июня 2017 года в соответствии с Законом Смоленской области от 25 мая 2017 года № 64-з включено в Семлёвское сельское поселение с административным центром в селе Семлёво.

## Достопримечательности
Памятник погибшим воинам.

## Инфраструктура
Объекты железной дороги.

## Транспорт
В посёлке находится одноимённая железнодорожная станция на линии Вязьма — Духовская, открытая в 1870 году, в 5 км к югу от автомагистрали М1 «Беларусь».